# Župnija Vipava
Župnija Vipava je rimskokatoliška teritorialna župnija dekanije Vipavska škofije Koper.

## Sakralni objekti
- cerkev sv. Štefana, Vipava - župnijska cerkev
- kapela sv. Jožefa, Vipava
- kapela Marije Tolažnice, Log pri Vipavi

Od 1. januarja 2018  :
- cerkev sv. Križa, Gradišče - podružnica
- cerkev sv. Matije, Slap - podružnica
- cerkev sv. Janeza Krstnika, Manče - podružnica
- cerkev sv. Andreja, Goče - podružnica
- cerkev sv. Lovrenca, Lože - podružnica